# Дуална монархија Енглеске и Француске
Дуална монархија Енглеске и Француске или Двојна монархија Енглеске и Француске је била држава која је постојала од 1422. до 1453. године током Стогодишњег рата.